# La Bisbal d'Empordà (kommun)
La Bisbal d'Empordà är en kommun i Spanien.   Den ligger i grevskapet Baix Empordà i provinsen Província de Girona och regionen Katalonien, i den östra delen av landet, 600 km öster om huvudstaden Madrid. Antalet invånare är 10 679.